# Reinhard Ader
Reinhard Christian Ader (* 1949 in Kaiserslautern) ist ein deutscher zeitgenössischer Maler und ehemaliger Keramiker. Reinhard Ader lebt seit 1998 in Speyer. Nachdem er sich lange Zeit auf seine keramischen Arbeiten konzentrierte, hat er sich seit 1986 der Malerei und grafischen Arbeiten verschrieben.

## Leben und Werk
Reinhard Ader studierte von 1969 bis 1970 an der Werkkunstschule Mainz, anschließend von 1970 bis 1975 an der Kunsthochschule Kassel, mit dem Schwerpunkt Keramik. Dort war er ein Schüler von Walter Popp.
Das Studium schloss er mit dem Staatsexamen ab. 1980 erhielt er den öffentlichen Auftrag zur Gestaltung eines keramischen Reliefs („Kommunikation“) für den Sitzungssaal des Verwaltungsgebäudes der Gemeinde Dannstadt-Schauernheim.
Im Jahr 1986 schuf er den „Sagenbrunnen“, eine keramische Skulptur in der Ortsmitte derselben Gemeinde Nachdem er den Brunnen fertiggestellt hatte, beendete Reinhard Ader seine Karriere als Keramiker und widmete sich seither der Malerei und Grafik.
Er unterhielt Ateliers in Dannstadt (1975–1987), Mannheim (1987–1998) und seit 1998 in Speyer.
Einige seiner Arbeiten, Keramiken und Gemälde, befinden sich in öffentlichem Besitz, u. a. Museum Pfalzgalerie Kaiserslautern, Stadt Speyer, Bayerische Landesbrand-Versicherungsanstalt, sowie Kunstsammlung des Landes Rheinland-Pfalz.
Er ist Mitglied beim Bundesverband Bildender Künstlerinnen und Künstler, KUN:ST International und Künstlerbund Speyer, dessen Vorsitzender er von 2017 bis 2023 war.
In Technik und Motivik der Figurativen Kunst malt er Landschaften, Akte (Kunst) und Interieurs in unterschiedlichen Techniken (Öl, Acryl, Wachsfarbstift), wobei er Verfremdungen und Vereinfachungen einsetzt. Stilbildend für seine Malerei sind Aspekte des Magischen Realismus, der Neuen Sachlichkeit und des Kritischen Realismus. Er setzt sich in seinen Werken intensiv mit der Thematik „Individuum und Gesellschaft“ auseinander.

Der Kunsthistoriker Werner Marx würdigte Reinhard Ader in seiner Laudatio anlässlich der Ausstellung „Licht und Schatten“ im Kunstverein Lingenfeld im Jahr 2003, wie folgt: „Wahr-Nehmung und Realität haben immer nur zeitliche Gültigkeit. Wirklichkeit muss fortwährend revidiert, überarbeitet, neu gedacht werden, ist in einem ständigen individuellen Erfahrungsprozess verwoben und legitimiert daraus ihre Autorität. Das Bild wird zu einer Kulissenwelt, der Betrachter wird zurückgeworfen auf die Anschauung und die Bewegungen, mit denen sein Blick das Bild konstituiert. Erst der Blick belebt die Innenräume, erst er schreibt das Drama, das in diesen Kulissen spielt. Und in diesen … Räumen spielt sich das Raum-Drama der Kunstgeschichte ab. … Ohne Zitieren gibt es keine menschliche Geschichte, es signalisiert, dass alles Neue nur als Vergangenes oder alles Vergangene nur als Neues wirksam werden kann. Das wahre, weil lebendige Zitat sieht im Vergangenen nichts Unberührbares, Abgeschlossenes, es zitiert gerade deshalb, weil es die Unabgeschlossenheit des Vergangenen erkannt hat und die Vergangenheit offen halten will, über die Gegenwart in die Zukunft hinein.“

## Galerie

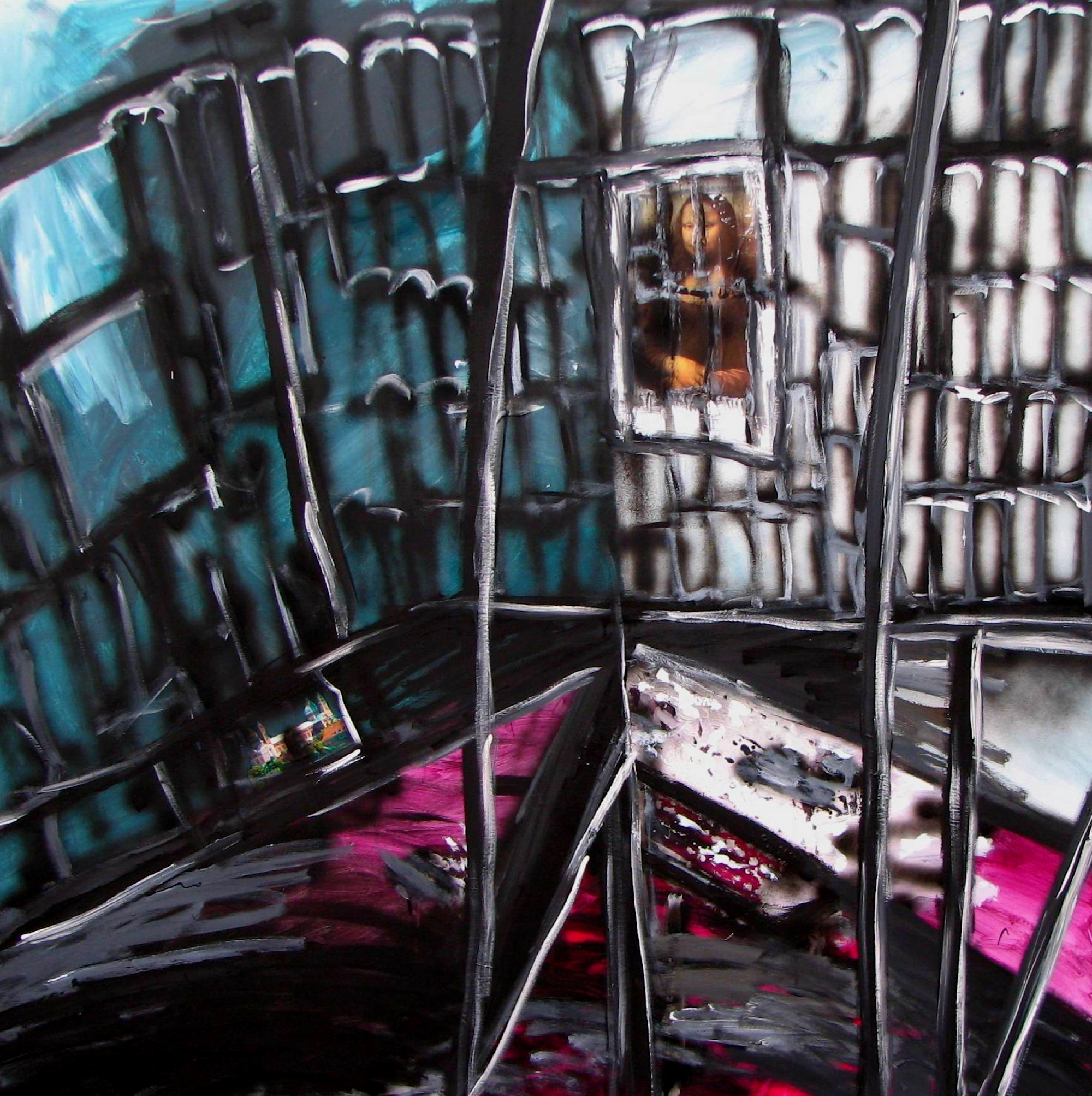
Lisa im Schatten, 2009
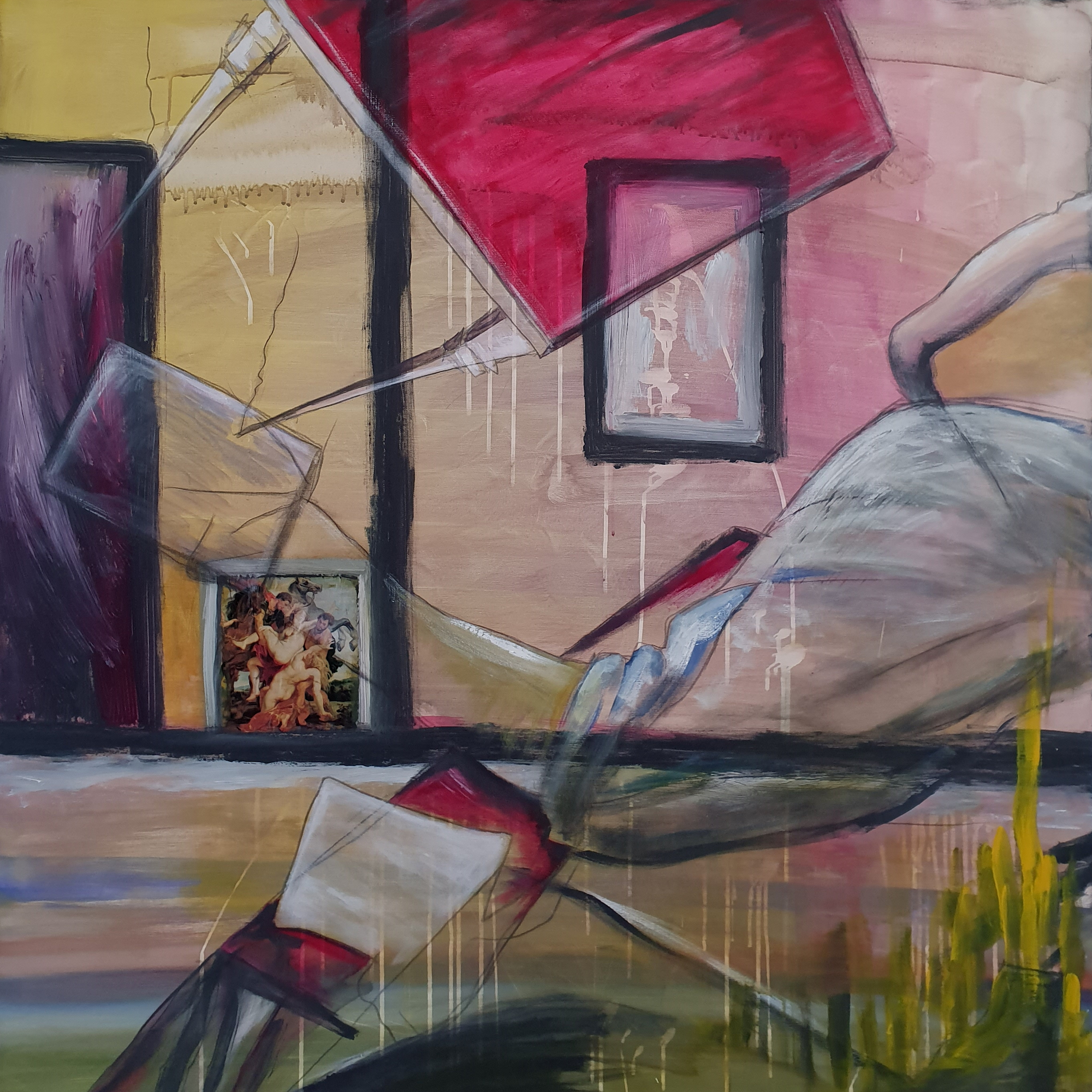
Die geraubten Töchter, 2009
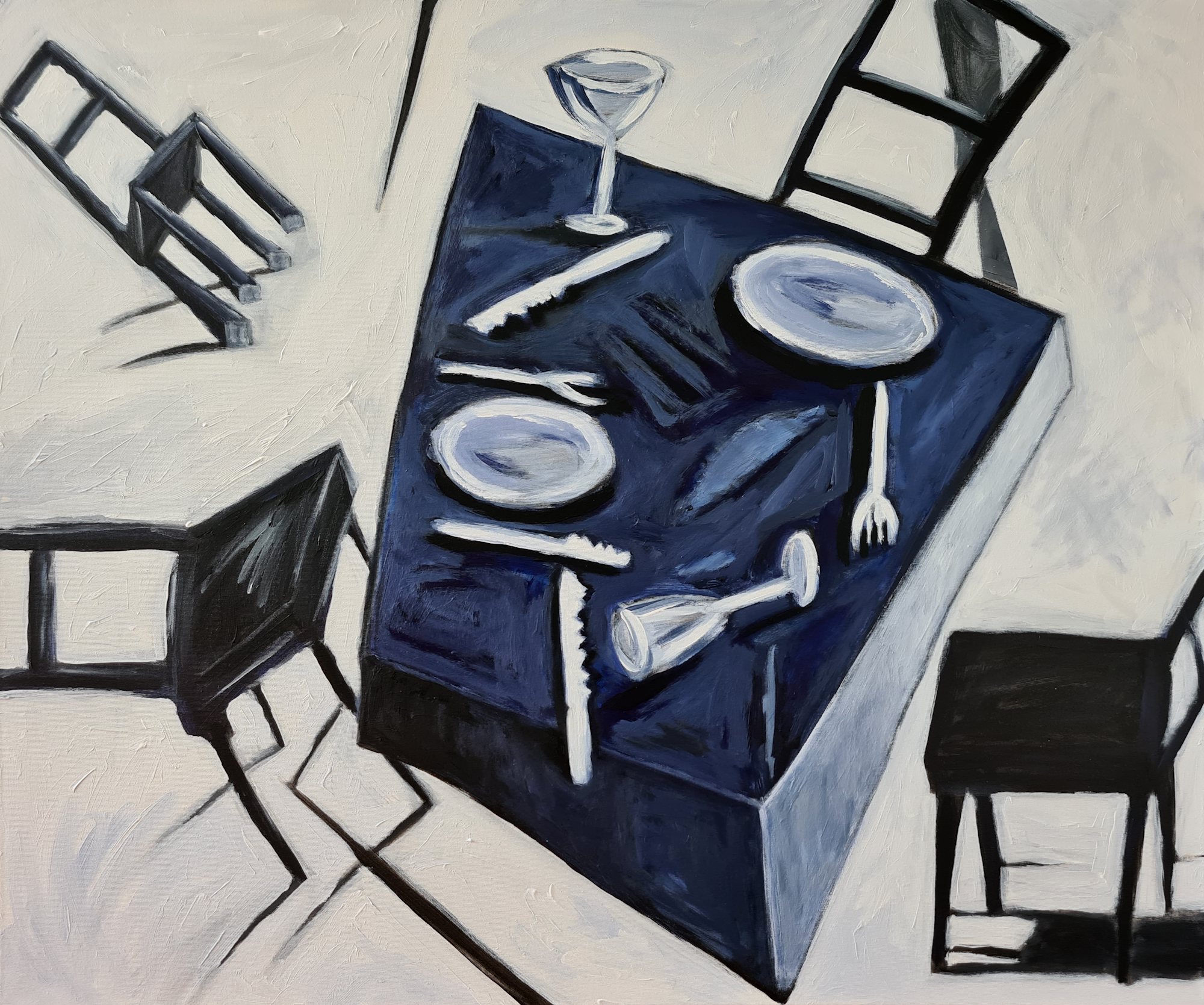
Le petit Déjeuner, après, 2021
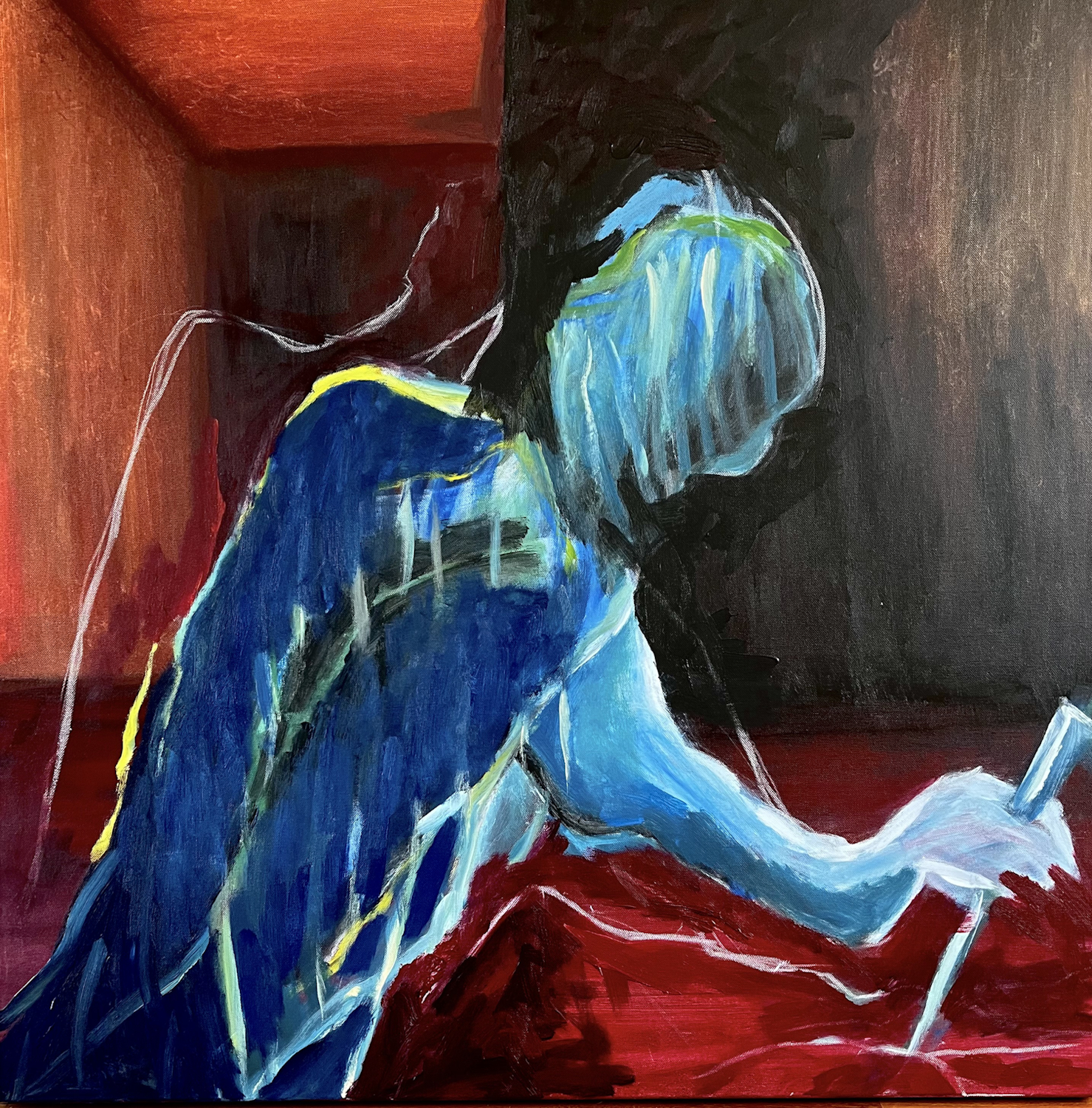
Time is on my Side, 2022
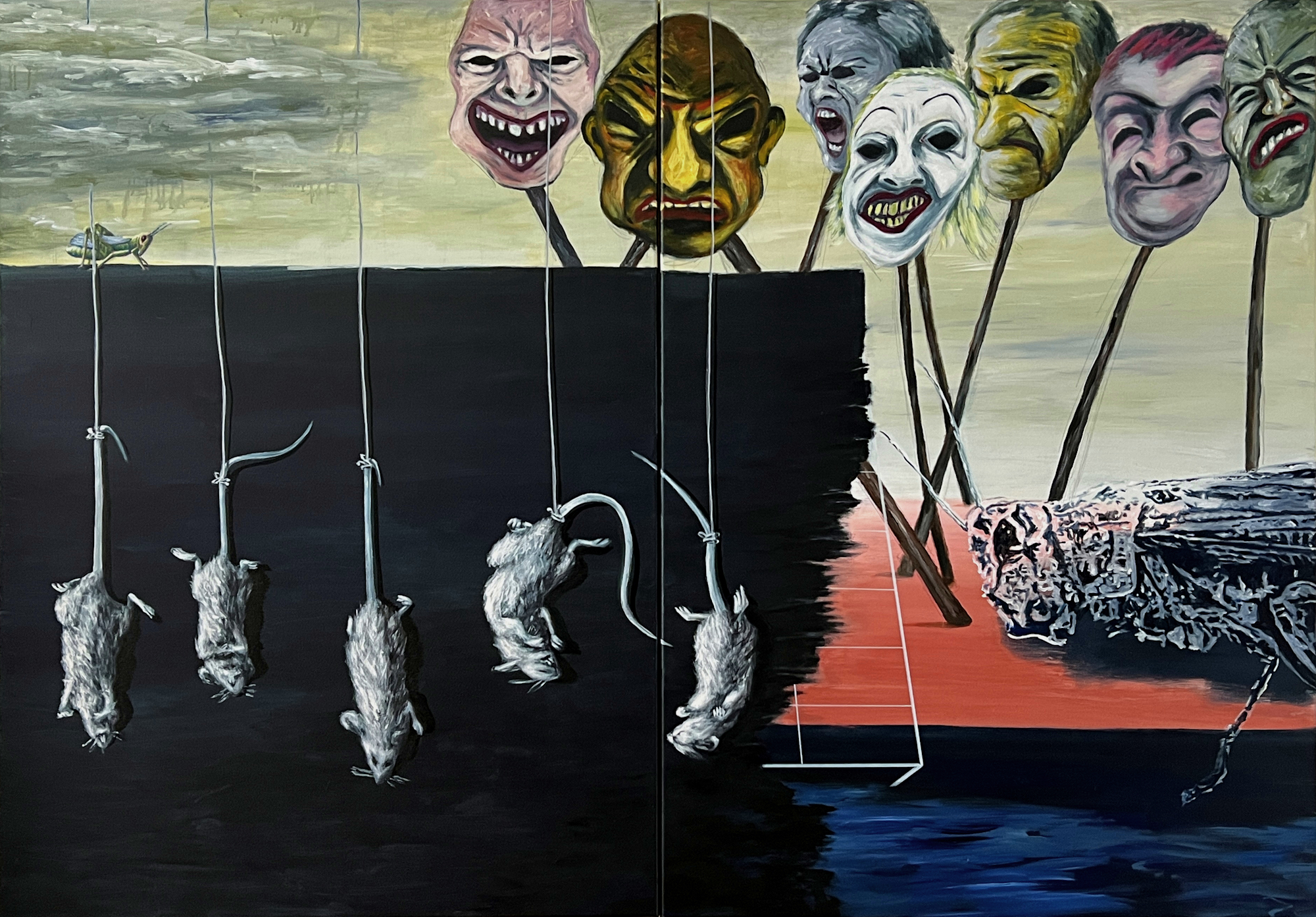
Treibjagd, 2024

## Auszeichnungen
- 1990 Hans-Purrmann-Preis der Stadt Speyer (1. Preis) im Bereich Malerei.[2]
- 1990 1. Preis der Bayerischen Versicherungsanstalt Neustadt/Weinstraße zum Thema „Feuer“.

## Einzelausstellungen
- 1986 Ludwigshafen am Rhein, Galerie Genia Pufe, „Finissage (Veranstaltung) mit Reinhard Ader“
- 1988 Mannheim, Galerie und Kreathek, „Reinhard Ader - Malerei“
- 1991 Speyer, Kunstverein Speyer, „Reinhard Ader – Hans-Purrmann-Preis 1990“
- 1993 Landau in der Pfalz, Kreishaus Südliche Weinstraße, „Reinhard Ader, Malerei“
- 2000 Speyer, Stadtsparkasse, „Arbeiten von Reinhard Ader“
- 2003 Lingenfeld, Kunstverein Lingenfeld, „Licht & Schatten“
- 2005 Speyer, Künstlerbund Speyer, Künstlerhaus, „Sinn-los“
- 2011 Landau in der Pfalz, Stadtbibliothek, „Ortsbesichtigung - malerische Impressionen“
- 2019 Speyer, Städtische Galerie Speyer, „Tage Nächte Schattensprung“
- 2021 Hockenheim, Kunstverein Hockenheim, „Der Alte sucht inmitten der Tanzenden seine Brille“

## Gruppenausstellungen (Auswahl)
- 1987 Landau in der Pfalz, Kunstverein Villa Streccius „Lektion der Stille“
- 1990 Neustadt an der Weinstraße, Kunstverein Villa Böhm, „Reinhard Ader und Manfred Weihe“
- 1990 Neustadt-Mußbach, Herrenhof, „Künstler gegen Tiefflug“
- 1991 Berlin, Galerie am Lützowplatz, „Transporte“
- 1992 Mannheim, Rhein-Neckar-Halle, „Expo '92“
- 1996 Speyer, Wasserturm, „Multi-Media-Turm“
- 1996 Frankfurt am Main, BBK-Galerie, „11 Künstler aus Rheinland-Pfalz“
- 1999 Speyer, Normand-Kaserne, „Konvers“
- 2001 Wörth am Rhein, Galerie 'Altes Rathaus', „Menschenbilder und Seelenlandschaften“
- 2004 Germersheim, Kunstverein Zeughaus, „Künstlerbund Speyer“
- 2006 Speyer, Filzfabrik, „Kunst in der Filzfabrik“
- 2008 Mainz, Rheingoldhalle (Mainz), „Kunst direkt“
- 2009 Speyer, Kunstverein Speyer, „Ader - Desuki - Fouquet“
- 2010 Berlin, Landesvertretung Rheinland-Pfalz, „Megilla“
- 2011 Hockenheim, Kunstverein Hockenheim, „Künstlerinnen und Künstler der Metropolregion+“
- 2013 Neustadt an der Weinstraße, Haardter Schloss Kulturportal; „6. Open Air“
- 2014 Speyer, Kunstverein Speyer und Städtische Galerie Speyer, „30 Jahre Künstlerbund“
- 2016 Karlsruhe, BBK Karlsruhe Künstlerhaus, „auswärts2“
- 2020 Mannheim, Mannheimer Kunstverein „Coronale“
- 2021 Neustadt-Mußbach, Herrenhof Mußbach, „Mensch und Raum“
- 2022 Neustadt an der Weinstraße, Kunstverein Villa Böhm, „Kunstwechsel“
- 2022 Speyer, Künstlerbund Speyer, Künstlerhaus, „Long as I can see the light“
- 2024 Speyer, Kunstverein Speyer und Städtische Galerie Speyer, „40 Jahre Künstlerbund“
- 2024 Wiesbaden Messehalle, ARTe Wiesbaden, [KUN:ST] Galerie Stuttgart
- 2025 Karlsruhe, Art Karlsruhe, [KUN:ST] International